# Blažena
Blažena je ženské křestní jméno. Podle českého kalendáře má svátek 10. května.
Jedná se o slovanskou variantu jména Beata.

## Statistické údaje
Následující tabulka uvádí četnost jména v ČR a pořadí mezi ženskými jmény ve srovnání dvou roků, pro které jsou dostupné údaje MV ČR – lze z ní tedy vysledovat trend v užívání tohoto jména:
| Rok       | Četnost    | Pořadí   |
| 1999      | 12103      | 84.      |
| 2002      | 11326      | 83.      |
| Porovnání | o 777 méně | o 1 lépe |
| 2006      | 9614       | 87.      |

Změna procentního zastoupení tohoto jména mezi žijícími ženami v ČR (tj. procentní změna se započítáním celkového úbytku žen v ČR za sledované tři roky 1999-2002) je -5,7%, což svědčí o poměrně značném poklesu obliby tohoto jména.

## Známé nositelky jména
- Blažena Blažejová – česká činoherní herečka
- Blažena Čakrtová – česká a československá politička
- Blažena Česká – dcera Přemysla Otakara I.
- Blažena Holišová – česká herečka
- Blažena Janečková – československá šachistka
- Blažena Knittlová – československá krasobruslařka
- Blažena Mészárošová – slovenská a československá politička
- Blažena Rylek Staňková – česká hudební skladatelka
- Blažena Slavíčková – česká herečka
- Blažena Šmejkalová – česká a československá politička
- Blažena Zderadičková – česká a československá politička

## Fiktivní Blaženy
- Blažena Škopková – fiktivní postava ve trilogii Slunce, seno, jahody, Slunce, seno a pár facek a Slunce, seno, erotika